# Aartsbisdom Matera-Irsina

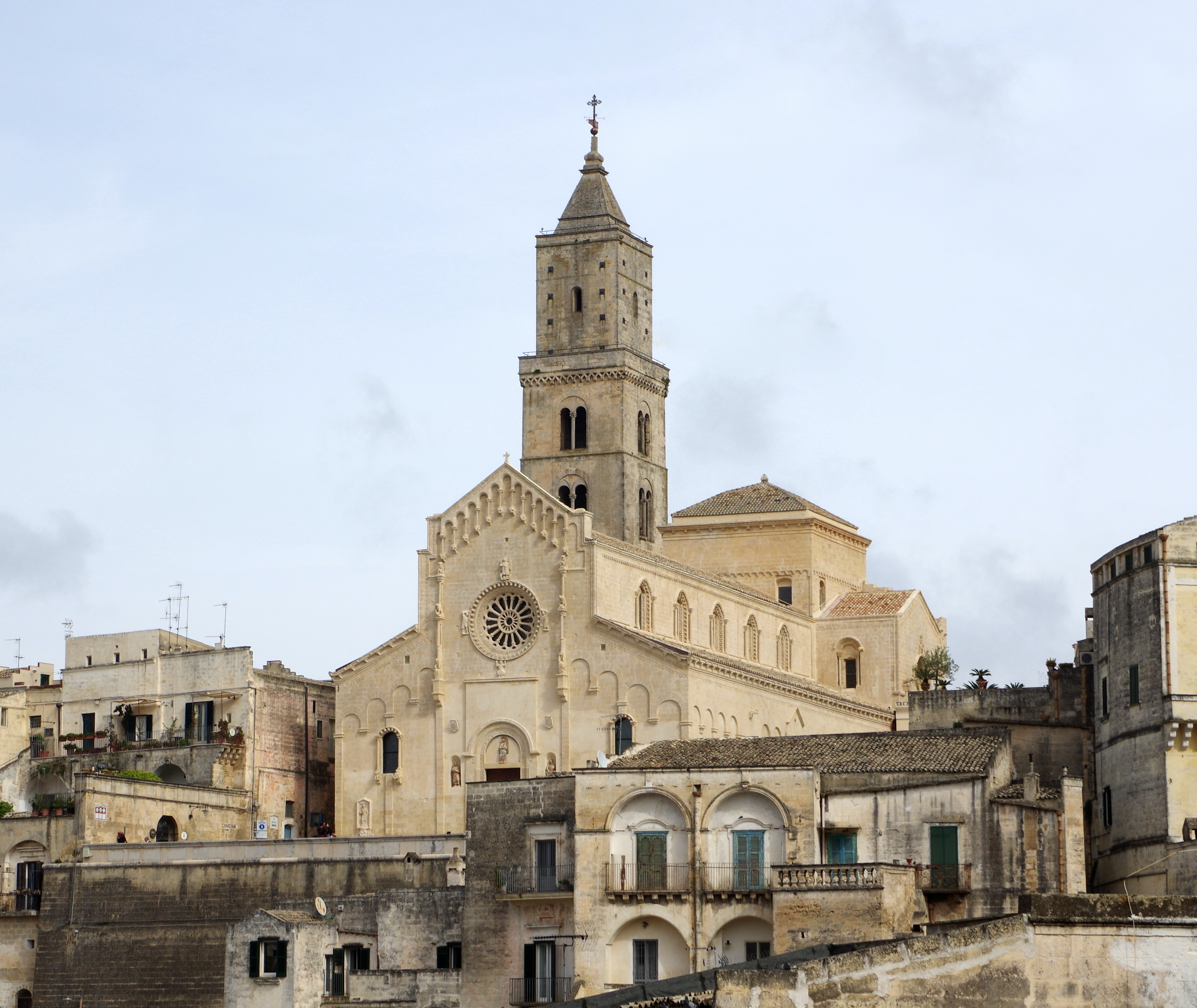
Kathedraal van Matera

Het aartsbisdom Matera-Irsina (Latijn: archidioecesis Materanensis-Montis Pelusii, Italiaans: arcidiocesi di Matera-Irsina) is een in Italië gelegen rooms-katholiek aartsbisdom met zetel in de stad Matera. Het aartsbisdom behoort tot de kerkprovincie Potenza-Muro Lucano-Marsico Nuovo en is, samen met het aartsbisdom Acerenza en de bisdommen Melfi-Rapolla-Venosa, Tricarico en Tursi-Lagonegro, suffragaan aan het aartsbisdom Potenza-Muro Lucano-Marsico Nuovo.

## Geschiedenis
Het bisdom Matera werd in de 9e eeuw opgericht. In de 11e eeuw werd het verheven tot aartsbisdom. Op 7 mei 1203 werd het samengevoegd met het bisdom Acerenza.
Op 2 juli 1954 werd Matera door paus Pius XII met de apostolische constitutie] Acherontia weer losgemaakt van Acerenza. De bisdommen Tursi en Tricarico werden vervolgens suffragaan aan Matera. Op 21 augustus 1976 werd Matera door paus Paulus VI met de apostolische constitutie Apostolicis Litteris gedegradeerd tot bisdom en suffragaan gesteld aan het aartsbisdom Potenza en Marsico Nuovo. Op 11 oktober 1976 werd met de apostolische constitutie Litteris het territorium Irsina aan het bisdom Gravina-Irsina onttrokken en aan Matera toegevoegd. Op 3 december 1977 werd het bisdom Matera en Irsina door Paulus VI tot aartsbisdom verheven, zonder de status van metropool. Op 30 september 1986 werd de naam van het aartsbisdom door de Congregatie voor de Bisschoppen met het decreet Instantibus votis veranderd in aartsbisdom Matera-Irsina.

## Aartsbisschoppen van Matera-Irsina
- 1974–1987: Michele Giordano
- 1988–1993: Ennio Appignanesi
- 1993–2003: Antonio Ciliberti
- 2004–heden: Salvatore Ligorio